# Дельгадильо, Николас
Николас Дельгадильо Годой (исп. Nicolás Delgadillo Godoy; родился 2 октября 1997, Буэнос-Айрес, Аргентина) — аргентинский футболист, вингер клуба «Атлетико Рафаэла».

## Биография
Дельгадильо — воспитанник клуба «Велес Сарсфилд». 2 мая 2015 года в матче против «Сан-Лоренсо» он дебютировал в аргентинской Примере. 6 сентября в поединке против «Сан-Мартин Сан-Хуан» Николас забил свой первый гол за «Велес Сарсфилд». В конце дебютного сезона Дельгадильо интересовались испанские «Реал Мадрид» и «Валенсия».